# (6150) Neukum
(6150) Neukum est un astéroïde de la ceinture principale.

## Description
(6150) Neukum est un astéroïde de la ceinture principale. Il fut découvert le 16 mars 1980 à La Silla par Claes-Ingvar Lagerkvist. Il présente une orbite caractérisée par un demi-grand axe de 3,15 UA, une excentricité de 0,14 et une inclinaison de 3,7° par rapport à l'écliptique.

## Compléments